# Los muchachos de Jo
Los muchachos de Jo y su evolución: Secuela de "Hombrecitos" es una novela de la escritora estadounidense Louisa May Alcott publicada por primera vez en 1886. La novela es el último libro de la serie no oficial de "Mujercitas". En ella, los hijos de Jo, ahora adultos, se ven envueltos en problemas del mundo real.

## Detalles de la trama
El libro sigue principalmente las vidas de los chicos de Plumfield que fueron presentados en Hombrecitos, se centra en particular enTommy, Emil, Demi, Nat, Dan, y el profesor Bhaer y los hijos de Jo (Rob y Teddy) aunque otros personajes hacen frecuentes apariciones también como Josie una hermana menor de Daisy y Demi, y Bess, prima de las mismas. El libro transcurre diez años después de Hombrecitos. Nos relata como Dolly y George se convierten en estudiantes universitarios enfrentándose a las tentaciones del esnobismo, la arrogancia, la autoindulgencia y la vanidad. Asimismo, nos cuenta como Tommy se convierte en estudiante de medicina para impresionar a Nan quien es su amor de la infancia, sin embargo, después de intentar ganarse su simpatía termina enamorándose "accidentalmente" de Dora y pidiéndole matrimonio, es así como descubre que es más feliz con ella por lo que deja la carrera medicina para unirse al negocio de su familia. Mientras tanto, Rob y Ted se meten en un problema por el perro de Dan pero este al final termina acercándolos. 
Algunas secciones del libro siguen el camino de antiguos alumnos que tienen profundos lazos emocionales con Plumfield y los Bhaer. También narra como el sobrino del profesor Bhaer, Emil, se hace marinero, esto gracias a que su tío lo anima. Emil trabaja duro antes de ser ascendido y emprender su primer viaje como segundo oficial donde tiene la oportunidad de demostrar su verdadera valentía cuando naufraga y el capitán queda gravemente herido. Es así como Emil anima y ayuda a la tripulación y al capitán enfermo hasta que logran encontrar refugio en un barco que pasa por allí. Por otro lado, Dan, después de vagar como pastor de ovejas por Australia y de seguir contando con la siempre presente admiración de Teddy, busca fortuna en el Oeste, pero cuando Dan acaba cometiendo el único pecado que él y Jo siempre temieron que cometiera, aunque fuera en defensa propia de un chico más joven, Blair. Cuando mata a un hombre que engaña a Blair en el juego, Dan es condenado a un año de prisión con trabajos forzados, y se resiste a escapar de prisión mientras se mantiene perseverante por salir. Con respecto a Josie, logra conocer a su ídolo, una actriz de quien se gana su apoyo quien la ayuda a convertirse en una gran actriz, mientras que Bess sigue siendo la "Princesa" en todo momento, mostrando gran pasión por el arte, sin embargo, animada por su padre, en ocasiones deja su arcilla de lado y la cambia por uno momentos al aire libre. Nat comienza una carrera musical en Europa que lo aleja de Daisy, solo para encontrarse con un público frívolo donde, sin querer, atrae a una mujer joven, con quien luego no se casa, pero arregla las cosas evitando las deudas y vive una vida buena por el resto de su vida allí.

## Composición e historia de la publicación
Louisa May Alcott escribió esta novela mientras vivía en Thoreau-Alcott House ubicado en Main Street en Concord, Massachusetts . Poco después, Louisa compró la casa para su hermana Anna Alcott Pratt en 1877. Posteriormente, May se mudaría con ella en la década de 1880.

## Adaptación
Nan to Jou Sensei se convierte en el centro de atención de la serie de televisión de animación japonesa Mujercitas II: Los muchachos de Jo (Wakakusa Monogatari Nan to Jou Sensei). Asimismo, Hombrecitos (película de 1940) se basa ampliamente en el libro "Los muchachos de Jo".